# José Sébéloué
 (janvier 2025).
Si vous disposez d'ouvrages ou d'articles de référence ou si vous connaissez des sites web de qualité traitant du thème abordé ici, merci de compléter l'article en donnant les références utiles à sa vérifiabilité et en les liant à la section « Notes et références ».
 (janvier 2025).
 José Sébéloué (également appelé Jo ou tout simplement José), né le 17 septembre 1948 à Ouanary (Guyane) et mort le 3 septembre 2023, à Metz,, est un auteur-compositeur-interprète, guitariste, percussionniste  et chanteur français. Après avoir commencé sa carrière à la fin des années 1960, il fut l'un des membres fondateurs de La Compagnie créole. Il est l'un des plus importants représentants de la musique guyanaise.

## Biographie
José Sébéloué est né à Ouanary, alors simple bourgade. Son cadet, Hubert Sébéloué (1956-2021), s'est distingué en devenant footballeur professionnel . 
À peine âgé de 19 ans, José Sébéloué fait la connaissance à Cayenne de Daniel Nugent. Il rejoint son groupe « Popcorn » qui deviendra « Les Vautours » en tant que guitariste et percussionniste, fréquentant assidûment le lieu de création musicale, « chez Madame Sérote » très prisé par les musiciens traditionnels dans les années 1960. José Sébéloué est rapidement devenu une figure emblématique de la musique guyanaise, entamant sa carrière solo et collaborant avec divers artistes  dans les années 1970,.

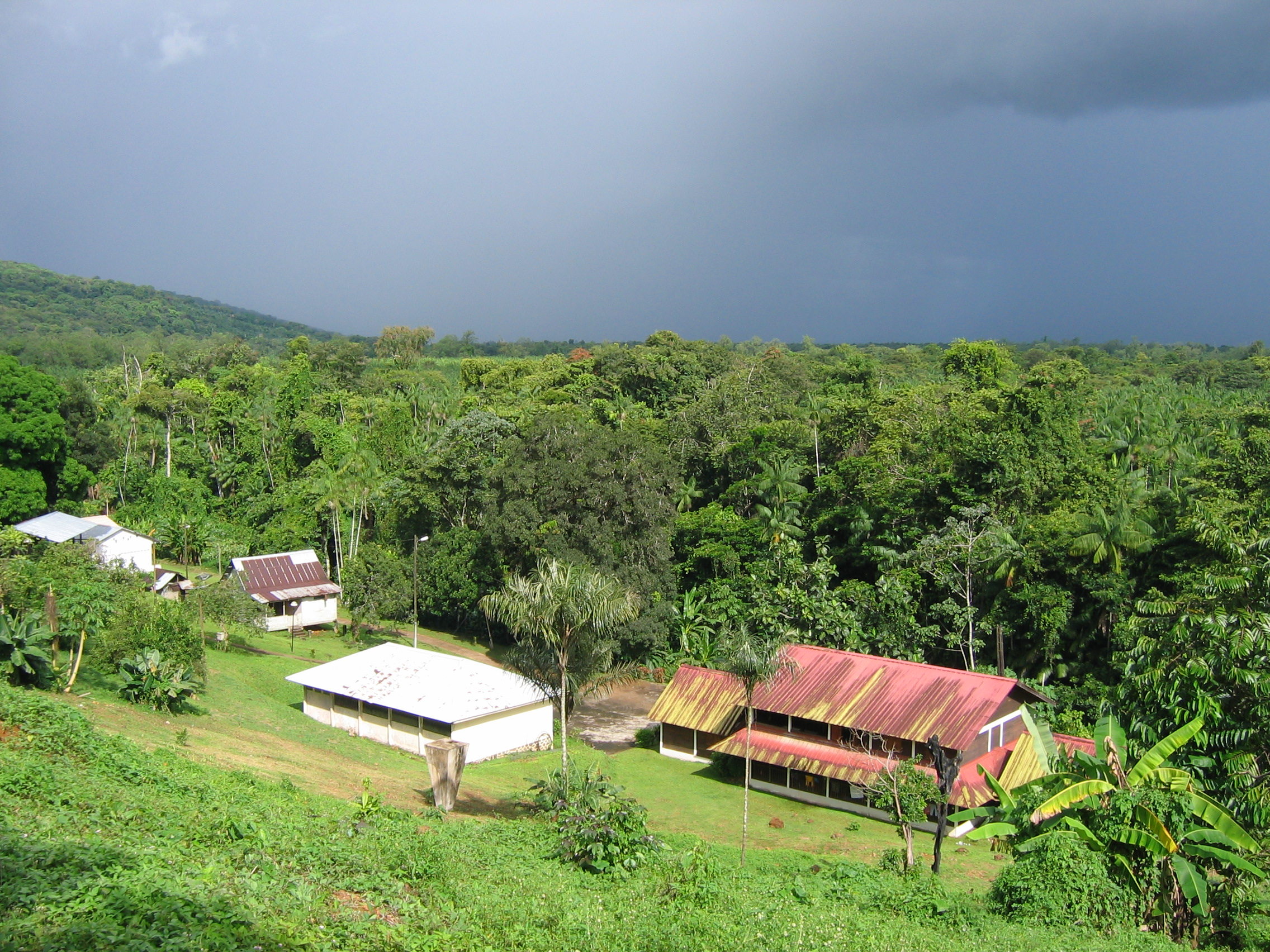
C'est à Ouanary que José a vu le jour en 1948.

Il meurt, le 3 septembre 2023, des suites d'un cancer du poumon. 

### Carrière de musicien
En tant que musicien, José s'est donc lancé dans le monde du Kadans et du Zouk au milieu des années 1960, principalement en Guyane, et a publié plusieurs singles à son nom, gagnant ainsi en renommée. En 1968, il a contribué à l'enregistrement d'un single des Vautours, puis d'un second en concert à Paris.
Par la suite, il a travaillé avec différents musiciens dans les années 1970, et a connu un succès remarquable sur la scène guyanaise. Inscrit à la SACEM dès 1972 en qualité d'auteur, compositeur et interprète, il a également été membre des New Sélection Black, un supergroupe guyanais réunissant les musiciens les plus avant-gardistes du département (avec Joseph Mondésir , Michel Barthes , Renato Garros et Christian Sénélis) , aux côtés du bassiste et chef d'orchestre Paul Torvic.
José a ensuite élargi ses horizons musicaux en collaborant avec des artistes des Antilles françaises, tels que Clémence Bringtown, Julien Tarquin, Guy Bevert et Arthur Apatout. Avec leur aide, ainsi que celle du parolier Daniel Vangarde, il a fondé La Compagnie Créole, qui a sorti son premier album en 1975. En parallèle de son travail avec La Compagnie, José a continué à développer sa carrière avec de nombreux autres projets et collaborations .

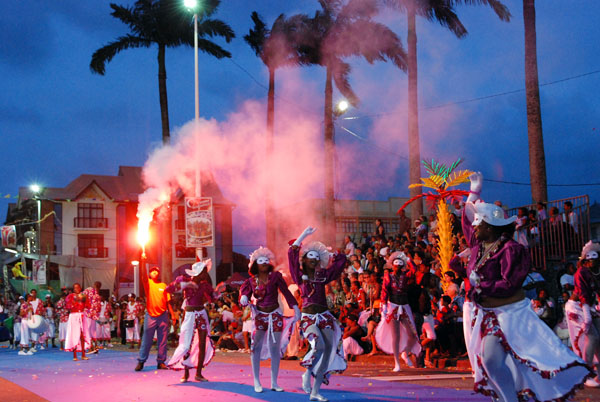
C'est dans les rues de Cayenne que José a commencé à faire connaître sa musique dans les années 1960.

### Carrière de producteur
En 1989, José Sébéloué devient producteur à l'âge de 41 ans. C'est à cette époque qu'il fonde la  société SSS Sonoclair, dont le siège se trouve à Cayenne. Cette société est vouée à l'édition d'enregistrements sonores, un art qu'il apprécie. José consacre son talent et sa passion  à promouvoir plusieurs musiciens talentueux de sa terre natale, tels Wey Nov, la Belle Guyanaise, et Christian Sénélis, par exemple. 

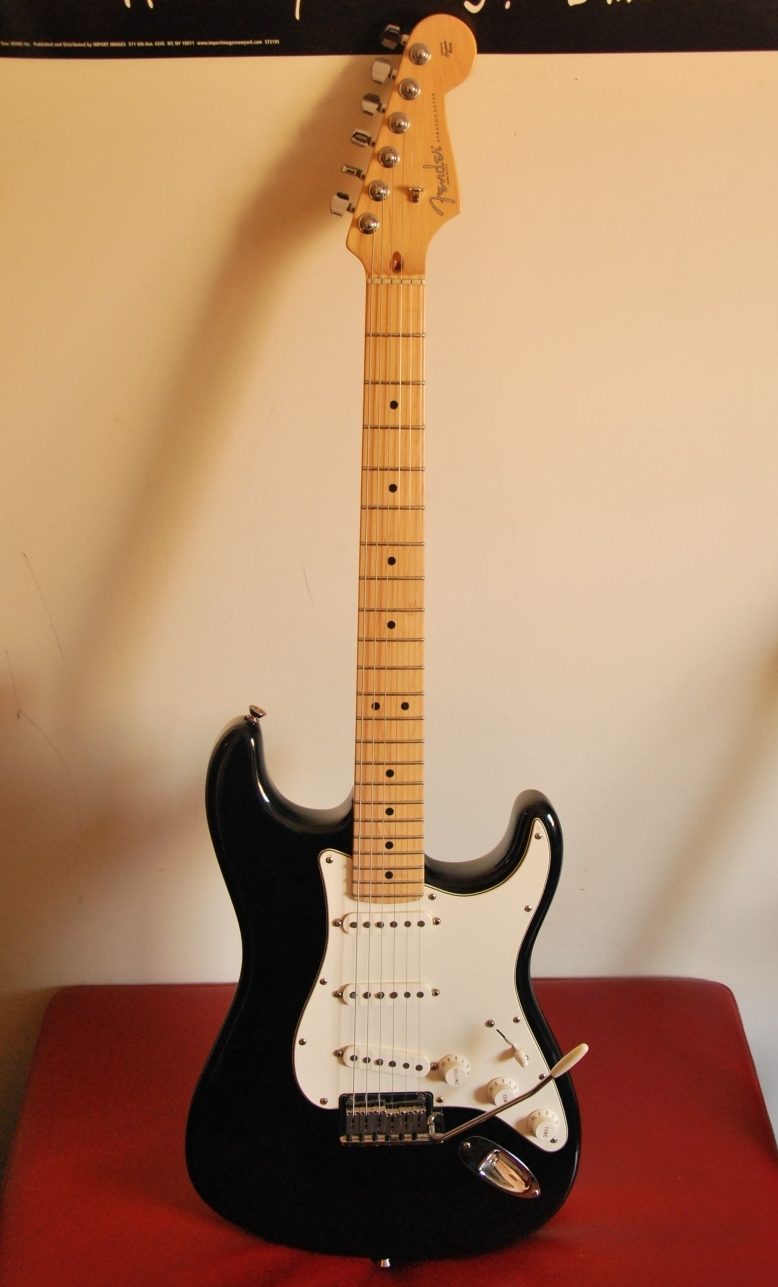
Musicien et producteur exigeant, José Sébéloué jouait sur une Fender Stratocaster American Standard noire.

## Style musical
José Sébéloué, considéré comme grand artiste du Zouk, n'est pas seulement guitariste, il est vu comme une légende de la musique guyanaise et antillaise. Doté d'un talent reconnu, il manie avec une virtuosité certaine la guitare et les percussions. Il commence par le Ti'Bwa, un type de percussion guyanaise.
Son esprit musical s'inspire de plusieurs cultures et de rythmes divers, s'inspirant du gwo ka, du calypso, de la biguine, des rythmes africains, du kompa et du kadans.
Tout au long de sa carrière, il promeut la musique traditionnelle guyanaise au niveau international dans de nombreux pays de la francophonie. Il est considéré par des pairs comme représentant majeur de la musique traditionnelle guyanaise.

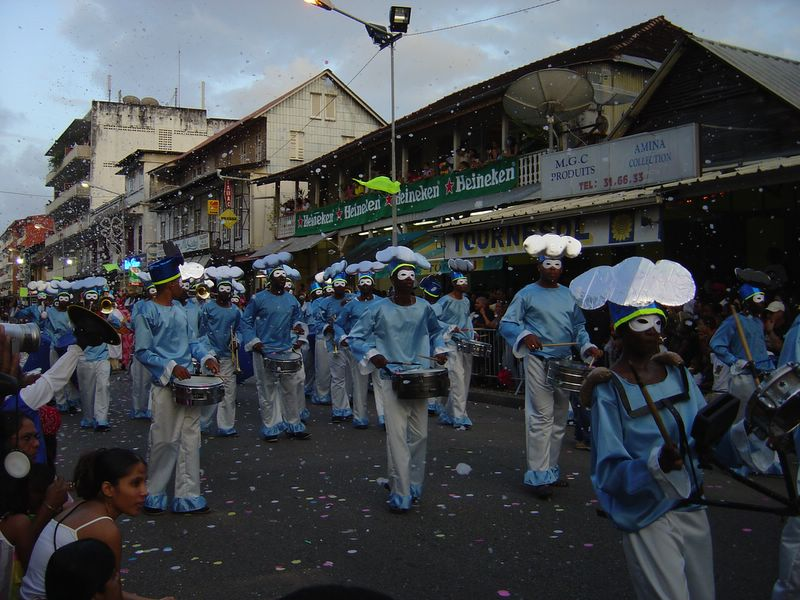
La musique traditionnelle guyanaise est la première source d'inspiration de José Sébéloué.

## Discographie

### Solo

#### Albums
•       Lanmou ce pas peche (LP, Album) - Goyave
Face A : 
1 - Lanmou ce pas pêche 
2 - Merci au reggae 
3 - Pardonne encore
Face B : 
1 - Puits Rhodson 
2 - Cas a ka crase 
3 - Mère et père
4 - La

•       Kolect'Or  55 ans de musique

#### Singles & EPs
•       Dou a nani doux /Face B : Ben bocal la indicatif (7", 45 RPM, Single) - La Voix Du Globe
•       Je ne t'appartiens plus /Face B :Mais quand vient le soir.(7", 45 RPM, Single) - Sonoclair
•        Unis dans le sport (écrit par Jacques Dupeyron ); 2019 

### Les Vautours
•       Jose Sébéloué Chante Avec Les Vautours (7", 45 RPM, Single) - Disques JB Guyane 
Face A		Verite (écrit et composé par J. Kebro)
Face B		Ti bolom a present (écrit et composé par J. Sébéloue)
•       Les Vautours – 1er ensemble antillo-guyanais à l'Olympia
Face A : 1		The pin (D. Martin)
Face A :2		Baby come back (reprise de The Equals)
Face B :		Souvenirs d'été (écrit par Daniel Nugent)

### Avec les New Black Sélection

#### Albums
•       Dany Play Et Les "N.S.B." – À Paris (1976)
Face A :
1:La Guyanaise (G. Barbe)
2 :Vouloir Aimer (H.C. Joigny)
3:Mère (H.C. Joigny)
4: Camarades, Camarades (D. Play)
Face B :
1 : Gade Douvan	
2 : L'Habitude
3 : Pat-Cou-Lan	
4 : Elle S'En Va
- Christian Senelis & N.S.B.– Christian Senelis & N.S.B. (1979)[23]

Face À : 
1	Africano
2	Change Moco
3	Jojo
Face B
1	Bel Amour
2	Tradition Carnaval
3	Vacances Au Pays

#### Singles
- Dany Play & Les N.S.B.* – Léonide / Fawaka (1977)[24]

Face A : Léonide
Face B : Fawaka
- Christian Sénélis et L'Orchestre N.S.B. – Afrikano (1979)[25]

Face A : Afrikano
Face B : Bel amour

### Avec Christian Senelis

#### Albums
•      José Sebeloué & Christian Sénélis – Le carnaval Des carnavals - Sonoclair; (Sortie: 1994)
1		Vide
2		Pot-Pourri
3		Séparation 
4		Amusement
5		Carnaval 2000
6		Fout' Nou Roule
7		La Malmanourienne
8		Mal Pale
9		Imagine
10		La Fête À Vaval
11		Conseil
12		Zombi
13		Bigroupe
14		Droit D'Réponse
15		Bois Bande
•       Christian Senelis & José – Super (LP, Album) - Sonoclair
Face A
1		En Nou Kolokoto
2		Moune Dans Moune
3		Difé
Face B
1		Jaloux
2		Lina
3		Mi-Taou-Mi-Ta-Moin

#### Singles
•      Christian Sénélis & Jo? – La Boumba (12") - Sonoclair
Face A		La Boumba
Face B		Aka

### Clémence, José et Cie
- Clémence, José & Cie – Le Jardin Du Bonheur, Label: PolyGram Distribution – 865 808-7, Format:Vinyle, 7", 45 RPM, Single (1992)

### La Compagnie Créole

#### Albums studio
- 1982 : Blogodo
- 1983 : Vive le douanier Rousseau
- 1984: Le Bal masqué
- 1986 : Ça fait rire les oiseaux
- 1987 : La Machine à danser
- 1989 : Cayenne carnaval
- 1992 : Le Mardi gras
- 1995 : La Fiesta (souris à la vie)
- 1997 : Je reviens chez vous
- 1999 : L'Album 1999
- 2005 : La Plus Grande Fiesta créole
- 2010 : O ! Oh ! Obama
- 2012 : En bonne compagnie
- 2015 : Carnavals du monde
- 2016 : Les Comptines de la Compagnie créole
- 2018 : Sur la Route du Rhum

#### Chants de Noël
- 1984 : Bons Baisers de Fort-de-France (Noël, joyeux Noël)[29]
- 1996 : La Compagnie chante Noël
- 1999 : Noël 99
- 2000 : Chante Noël
- 2008 : Noël avec la Compagnie créole

#### Compilations
- 1988 : Les Plus Grands Succès
- 1990 : Megamix
- 1993 : Les Plus Belles Chansons de la Compagnie créole
- 1993 : The Very Best of La Compagnie créole
- 1996 : Leurs plus grands succès
- 2000 : Master série - La Compagnie créole
- 2002 : 20 ans déjà
- 2003 : Les Grands Succès
- 2007 : 25 ans de succès
- 2007 : La Compagnie créole - 25e anniversaire
- 2008 : Mégamix 2008
- 2008 : Best of Simple
- 2009 : Intégrale 1982-1990
- 2012 : En bonne compagnie

#### Principales chansons
- A.I.E.
- Ba moin en tibo
- Bons Baisers de Fort-de-France
- Bon Anniversaire maman
- C'est aux vacances que va ma préférence
- C'est bon pour le moral
- Ça fait rire les oiseaux
- Ça ira
- Cécilia
- Chaud au cœur
- Collé collé
- Dans le jumbo
- Faut pas laisser l'amour s'enfuir
- Invit'la à zouker
- Je me lève en dansant
- Jodi jou
- Jumbo, jumbo
- L'An misic universel
- L'Année cannelle
- La Bazoukada
- La Biguine party
- La bonne aventure
- La Désirade
- La Fiesta (souris à la vie)
- La Machine à danser
- La Samba du millénaire
- Le 14 juillet
- Le Bal masqué
- Le Cadeau du ciel
- Le Diable dans la maison
- Le Kout'cha
- Ma première biguine partie
- Ou bel Madinina
- Santa Maria de Guadaloupe
- Scandale dans la famille
- Sere mwen
- Simone (en hommage à Simone Signoret)
- Soca Party sur la plage
- Sur le marché de Marie-Galante
- Sur la Route du Rhum
- Un cadeau du ciel
- Viens pleurer
- Vive le douanier Rousseau

#### Collaborations avec la Compagnie Créole
- 2012 : Le Bal masqué avec Colonel Reyel et Lynnsha
- 2012 : C'est bon pour le moral avec Moussier Tombola
- 2012 : La Machine à danser avec Matt Houston

### Autres collaborations de José Sébéloué
- 2009 - Jim K. Ressource feat Manu Dibango, José Sébéloué - Coupe décalé (sur l'album Taka danser)[30]

•       Jean Marceline, José Sebeloué, René Garros, Dany Play – Sélection
Dan’s (LP) - Disque Dan s
Face A : 
1 - Jean Marceline – Angélique Cayenne 
2 - Jean Marceline – Mole Blie To 
3 - José Sebeloué – L'image Du Souvenir 
4 - José Sebeloué – Lambae 
5 - René Garros – Conseil Maman
Face B : 
1 - René Garros – Bombe Plastique 
2 - Dany Play – Mariette 
3 - Dany Play – L'Amour Ne Dure Pas 
4 - Dany Play – Le Noir

## Récompenses
- Dòkò Kiltir de 2018 : invité d'honneur pour son parcours exceptionnel à représenter la Guyane dans le monde entier[31].

- Lindor de la musique guyanaise 2019, accompagné de Clémence Brighton[32],[33].

## Tournées
- les Estivales de la Défense 2016 [34]

## Obsèques
Le 3 septembre 2023, le monde de la musique francophone pleurait la perte de José Sébéloué, le charismatique chanteur de La Compagnie Créole, décédé à l'âge de 74 ans. Il était papa de 7 enfants. La nouvelle de sa disparition a suscité une profonde émotion parmi ses fans et ses pairs, et ses obsèques devaient initialement se dérouler dans l'intimité familiale. Cependant, la cérémonie d'inhumation, qui s'est tenue le 12 septembre 2023, à l'église Saint-Ambroise à Paris, a pris une tournure mystérieuse et inattendue. Bien que prévue comme une affaire strictement privée, des centaines d'admirateurs du chanteur ont afflué sur les lieux pour rendre un dernier hommage à José Sébéloué. Une dernière cérémonie aura lieu le 16 septembre 2023 à la Cathédrale Saint-Sauveur, à Cayenne où il sera inhumé au cimetière Rue d'Estrée.

La Cathédrale Saint-Sauveur de Cayenne où un dernier hommage fut rendu à José Sébéloué.

### Déclarations
- « Le soleil a un rayon en moins. » ; Nagui[38]
- « Adieu à mon ami » ; Patrick Sébastien[39]
- « Je crois que beaucoup de guyanais vont se reconnaître en lui. » ; Georges Elfort, maire de Saint George
- « Il a aidé à populariser la musique antillaise et la francophonie dans le monde entier. »; la SACEM[40].